# Stożkówka brązowawa
Stożkówka brązowawa (Conocybe brunnea J.E. Lange & Kühner ex Watling) – gatunek grzybów z rodziny gnojankowatych (Bolbitiaceae).

## Systematyka i nazewnictwo
Pozycja w klasyfikacji według Index Fungorum: Conocybe, Bolbitiaceae, Agaricales, Agaricomycetidae, Agaricomycetes, Agaricomycotina, Basidiomycota, Fungi.
Pierwsza publikacja o tym gatunku to wspólne dzieło mykologów Jakob Emmanuel Lange, Robert Kühner i Roy Watling. Niektóre synonimy:
- Conocybe intermedia var. brunnea J.E. Lange & Kühner, in Kühner 1935
- Galera brunnea J.E. Lange & Kühner ex J.E. Lange 1938
- Pholiotina brunnea (J.E. Lange & Kühner ex Watling) Singer 1973

Nazwę polską zaproponował Władysław Wojewoda w 2003 r.

## Występowanie i siedlisko
Podano stanowiska stożkówki węglolubnej głównie w Europie, poza nią w nielicznych miejscach w Ameryce Północnej i Azji. W Polsce do 2003 roku podano 2 stanowiska (w Babiogórskim i Bieszczadzkim Parku Narodowym). Rozprzestrzenienie i stopień zagrożenia tego gatunku w Polsce nie są znane. Liczne stanowiska podano w latach późniejszych, pod naukową nazwą Pholiotina brunnea, a najbardziej aktualne podaje internetowy atlas grzybów. Znajduje się w nim na liście gatunków zagrożonych i wartych objęcia ochroną.
Naziemny grzyb saprotroficzny występujący w lasach, zwłaszcza liściastych. W Polsce notowany pod klonami i jarzębiną na próchniejącym drewnie.